# Mont Arbel
Pour les articles homonymes, voir Arbel.
Le mont Arbel (en hébreu הר ארבל, Har Arbel) est une montagne de Basse Galilée dominant le lac de Tibériade en Israël. Elle comporte de hautes falaises avec vue sur le mont Hermon sur les hauteurs du Golan, des sentiers menant à une grotte forteresse et les ruines d'une ancienne synagogue.

## Géographie
Le mont Arbel fait face au mont Nitai ; leurs falaises résultent des mouvements géologiques de la faille de la vallée du rift du Jourdain.
Quatre villages se trouvent sur cette montagne : Kfar Zeitim, Arbel, Kfar Hittim et Mitzpa. Le sommet du mont Arbel est à 181 mètres d'altitude, et à 380 mètres au-dessus des environs. Il domine la contrée, dont une grande partie est en dessous du niveau de la mer. Depuis le belvédère au sommet de la montagne, la Galilée est visible jusqu'aux hauteurs du Golan, y compris Safed, Tibériade et la majeure partie de la mer de Galilée.

## Histoire
D'anciennes habitations juives sont documentées sur les falaises de cette montagne ; elles proviennent d'agrandissements de grottes naturelles, datant de la période du Second Temple,.

### Période hellénistique
En 161 avant J.-C., Arbel est le site d'une bataille entre les partisans des Maccabées et les troupes de Bacchidès, le général séleucide, qui battit et tua ses adversaires (1 Macc. 9: 2). Flavius Josèphe mentionne dans ses Antiquités juives que le général grec a capturé les nombreuses personnes qui s'étaient réfugiées dans les grottes d'Arbel.

### Période romaine
En 38 avant J.-C., selon Flavius Josèphe, des partisans du roi hasmonéen Antigone II Mattathiah luttant contre le roi Hérode le Grand qui conquiert le territoire avec le soutien romain, ont été tués dans les grottes où ils se cachaient ou se sont suicidés,,.
C'est encore Flavius Josèphe qui, parlant de lui à la troisième personne, raconte comment il a fortifié les grottes et les a utilisées comme entrepôt au début de la première guerre judéo-romaine en l'an 66 apr. J.-C., quand il était chargé de la défense de la Galilée :

« De plus, il [Josèphe] a construit des murs autour des grottes près du lac de Genézareth, qui se trouvait en Basse Galilée »

— Flavius Josèphe, Guerre des Juifs, livre II, ch. 20,.

### Fin de la période romaine, période byzantine
Les ruines d'une ancienne colonie juive sont proches du mont Arbel. Elles comportent une synagogue, construite au IVe siècle, reconstruite au VIe et maintenue en activité jusqu'au VIIIe siècle.

### Période ottomane
Le système de grottes est de nouveau fortifié au XVIIe siècle par Ali Beg, le fils de l'émir druze Fakhreddine II al-Maani,. Parce qu'Ali Beg appartenait à la dynastie Maan, son ensemble de grottes fortifiées est appelé localement Qal'at Ibn Maan, la « forteresse du fils de Ma'an ».

## Préservation de l'environnement, parc national
Le lieu est déclaré réserve naturelle en 1967, couvrant une superficie de 1 400 dounams. Il est inclus dans le parc national qui couvre un ensemble de 8 509 dunams comprenant la majeure partie de Nahal Arbel, qui commence près d'Eilabun et se jette dans la mer de Galilée près de Migdal. La réserve couvre les abords immédiats de la falaise.
La montée par le côté sud est d'abord progressive à travers les terres agricoles et les pâturages, suivie d'une longue montée raide jusqu'au sommet. Des poignées métalliques enfoncées dans la roche aident à la descente vers la vallée en contrebas. Plus bas, une série de lacets mènent finalement au village bédouin de Hamaam.
Le mont Arbel, avec sa paroi verticale de 110 mètres, est la seule montagne en Israël permettant le base-jump ou saut extrême. La randonnée vers le sommet du mont Arbel par le sud est incluse dans le sentier national israélien, et une approche par l'ouest fait partie du « chemin de Jésus » ; les deux sentiers convergent et se rejoignent vers le sommet.

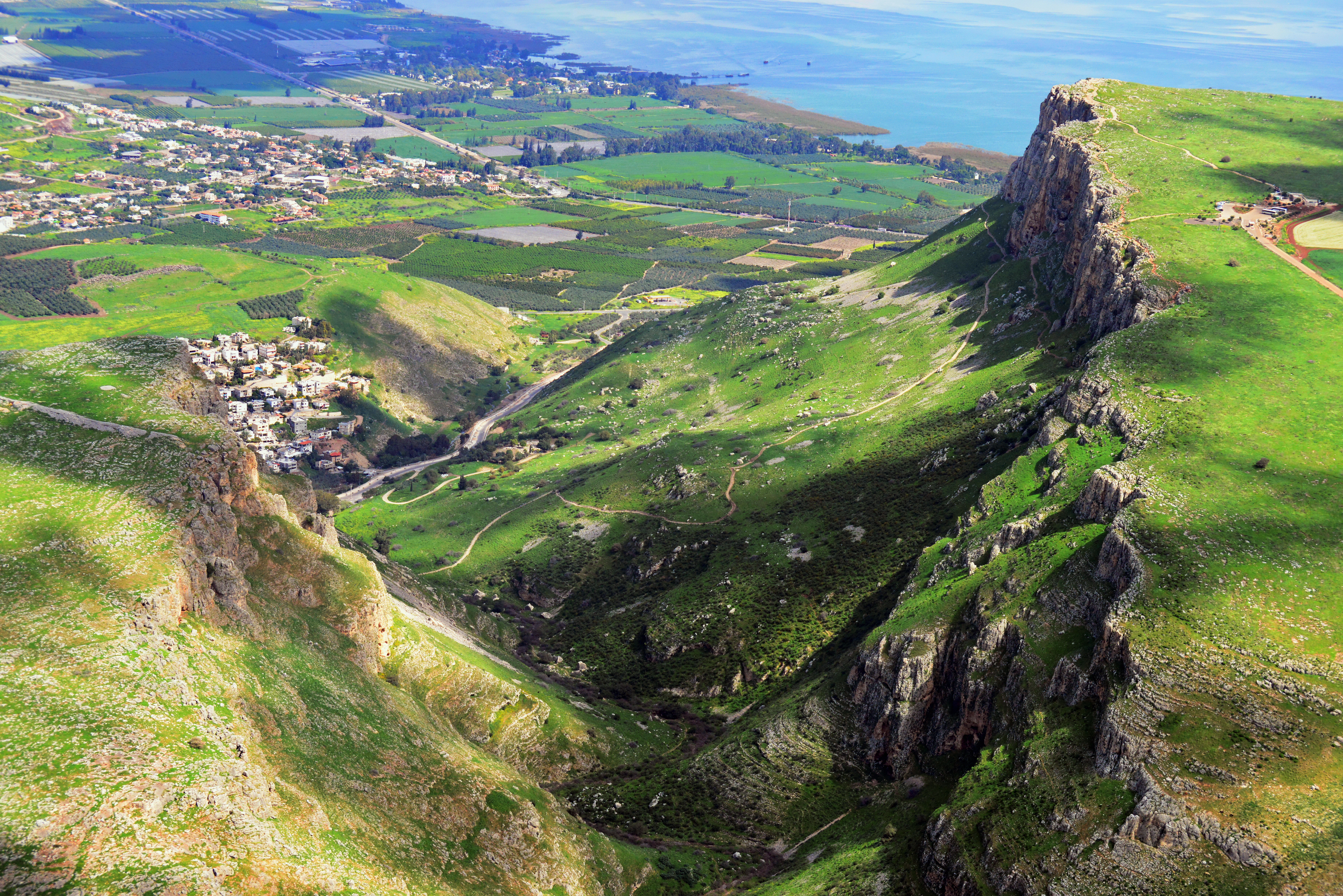
Le mont Arbel à droite ; au fond, le lac de Tibériade.
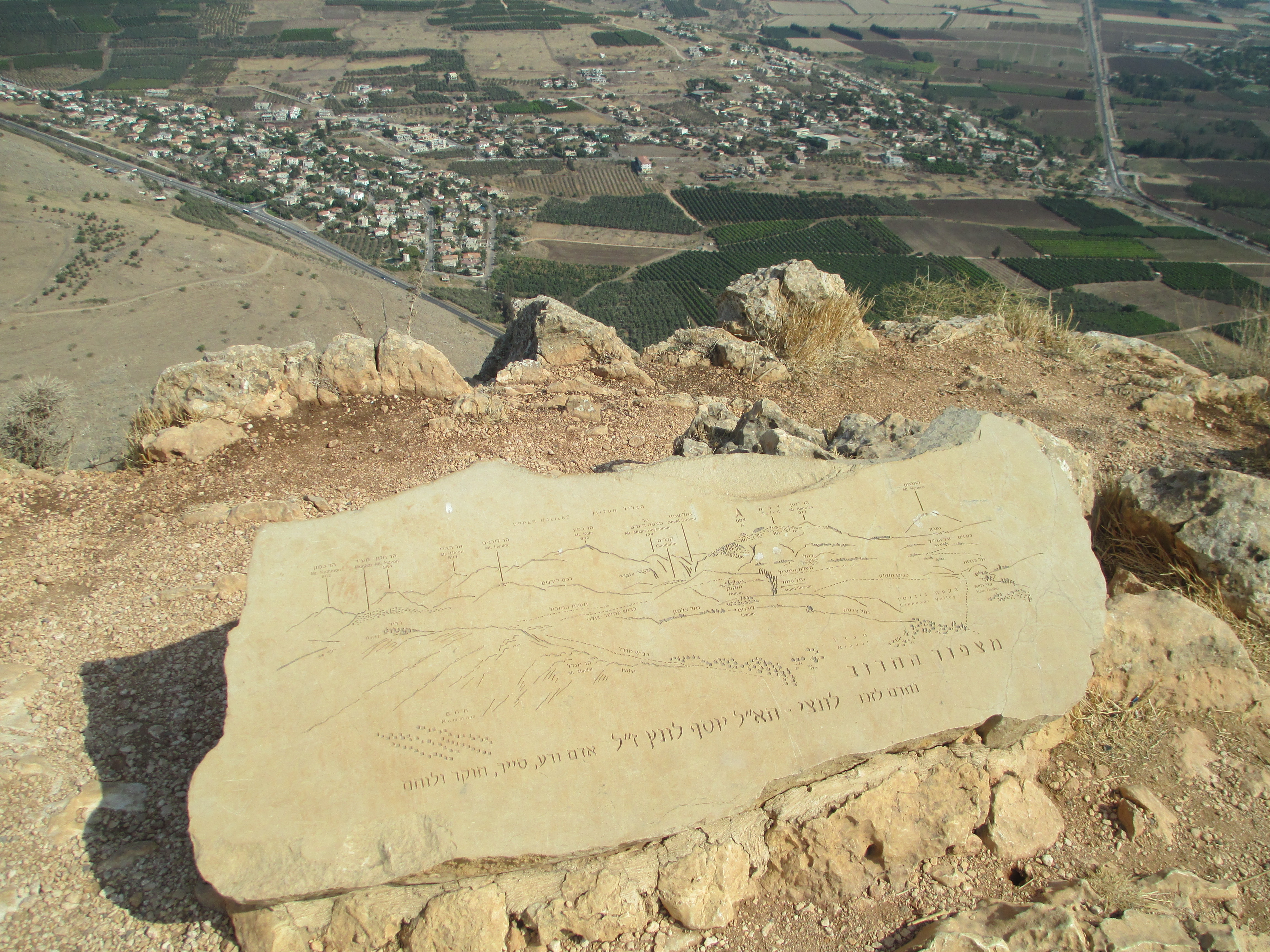
Table d'orientation au sommet.
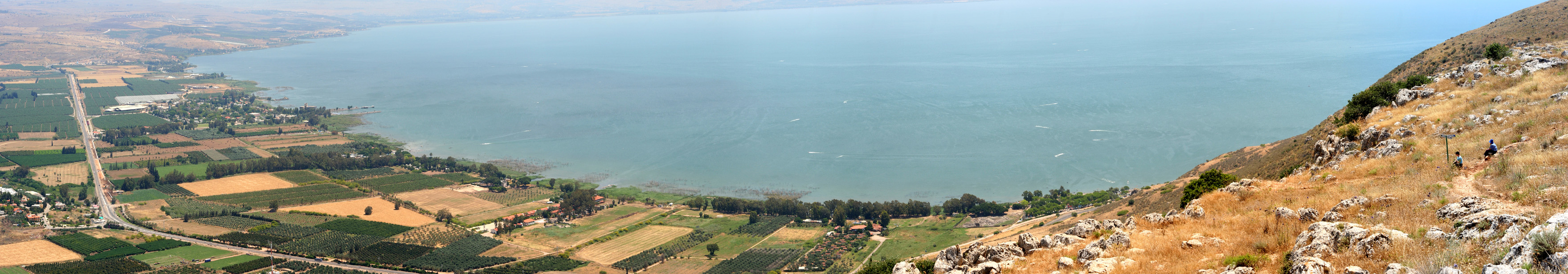
La mer de Galilée vue depuis le mont Arbel.